# Bogdan Vodă (Maramureș)
Bogdan Vodă è un comune della Romania di 3 290 abitanti, ubicato nel distretto di Maramureș, nella regione storica della Transilvania. 
Il comune è formato dall'unione di 2 villaggi: Bogdan Vodă e Bocicoel.
L'esistenza del comune è testimoniata, con l'antico nome di Cuhea, da un documento del 1352. Già residenza dei voivodi del Maramureș, da questa località partì Bogdan I di Moldavia, ribellandosi al dominio ungherese, per andare a conquistare il Principato di Moldavia.
Tra i monumenti situati nel comune, di particolare interesse sono:
- I resti di un monastero risalente al XIV secolo
- La chiesa lignea di San Nicola (Sf. Nicolae), facente parte del complesso delle Chiese lignee del Maramureș.